# Wisła
 Ikke at forveksle med Wisła (by)
Wisła (tysk: Weichsel, latin: Vistula) er en polsk flod, som udspringer i det sydlige Polen og udmunder i Østersøen. Den er 1.047 kilometer lang og passerer store byer som Kraków, Warszawa og Gdańsk.
Wisła bidrager i høj grad til forureningen af Østersøen som følge af store udledninger og dårlig rensning af spildevand.
Den danske digter Carsten Hauch har i romanen En polsk familie (1839) hyldet floden og landet i sangen: "Hvorfor svulmer Weichselfloden".
Henryk Górecki har skrevet korværket Wislo Moja, Wislo Szara.

## Bifloder
højre bred
- Biała
- Soła flyder lige ved Auschwitz, og lejrens kvindelige fanger risikerede at måtte stå i vand til brystet og rense damme til fiskeopdræt i sumpene langsmed Soła. For dem var forventet levetid ikke tre måneder, men kun få uger.[2] Aske fra lejrens krematorier blev en gang imellem tømt i bifloden.[3]
- Skawa
- Raba
- Uszwica
- Dunajec
- Wisłoka
- San (flod)
- Wieprz
- Świder
- Narew – til 1962 som Bug
- Skrwa
- Drwęca
- Osa
- Liwa (til Nogat)

venstre bred
- Przemsza
- Rudawa
- Dłubnia
- Szreniawa
- Nida
- Czarna Staszowska
- Opatówka
- Kamienna
- Iłżanka
- Radomka
- Pilica
- Bzura
- Brda
- Wda
- Wierzyca

## Vigtige byer ved Wisła
- Kraków
- Tarnobrzeg
- Sandomierz
- Puławy
- Warszawa
- Płock
- Włocławek
- Toruń (Thorn)
- Grudziądz
- Tczew
- Gdańsk (Danzig)

## Landsbyer ved Wisła
- Janowiec